# 日本学生支援機構
独立行政法人日本学生支援機構（にほんがくせいしえんきこう、英: Japan Student Services Organization、略称: JASSO）は、日本において、主に学生に対する奨学金事業や留学支援・外国人留学生の就学支援を行う独立行政法人（中期目標管理法人）。
設立根拠法は独立行政法人通則法及び独立行政法人日本学生支援機構法。理事長は吉岡知哉。主務大臣は、文部科学大臣。主務省所管課は、文部科学省高等教育局学生・留学生課。1980年代からの世代、学生だったものには、ガクト、内外学生センターと言ったほうが知られている。

## 概要

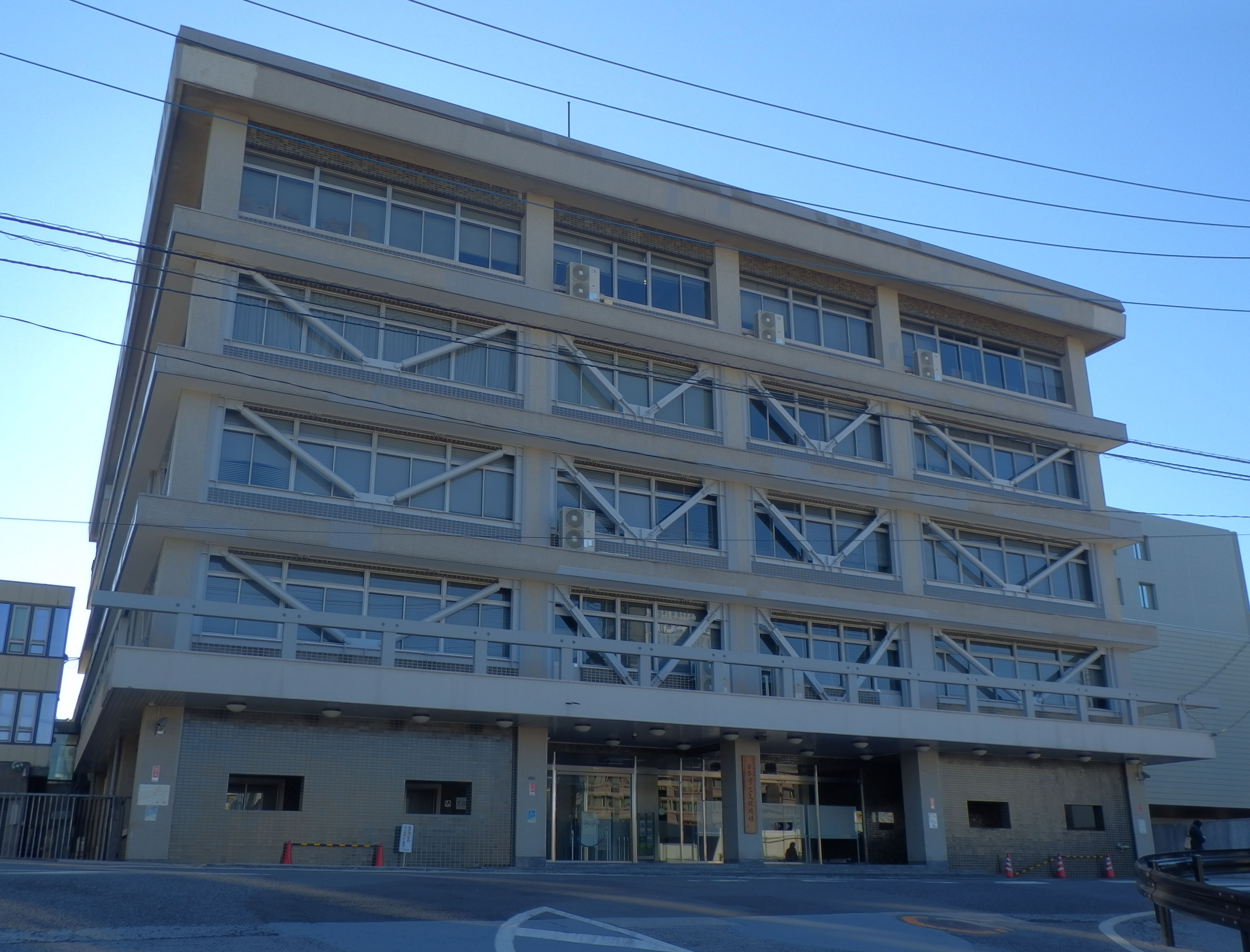
市谷事務所

2004年（平成16年）4月1日に、「日本育英会」、「財団法人日本国際教育協会」、「財団法人内外学生センター」、「財団法人国際学友会」、「財団法人関西国際学友会」の合併により設立された。
本部を神奈川県横浜市緑区長津田町の東京科学大学すずかけ台キャンパス内に設置する。なお本部には「支部総括室」のみが所属し、その他の部署は東京都内にある。
具体的には、旧日本育英会から引き継いだ日本人向け奨学金事業が育英会本部のあった新宿区市谷本村町の市谷事務所、旧日本国際教育協会から引き継いだ留学生事業の大半と旧内外学生センターから引き継いだ学生生活事業は江東区青海の東京国際交流館にある青海事務所、そして留学生事業の一部が旧日本国際教育協会本部のあった目黒区駒場の駒場事務所と分かれている。また、旧国際学友会から引き継いだ東京日本語教育センターが東京都新宿区北新宿に、旧関西国際学友会から引き継いだ大阪日本語教育センターが大阪府大阪市天王寺区上本町の旧大阪外国語大学跡地に設置されている。さらに、北海道から九州にかけて日本各地に地方ブロック支部を置いている。
事業費を対象とした日本学生支援機構への寄付金は、税法上、特定公益増進法人への寄付金となる。また、学費の貸与を目的とした当該法人への寄付金は、指定寄付金とされ課税対象外となる。
発足以前の団体が個別に行ってきた日本人学生への奨学金貸与事業、外国人留学生に対する奨学金の給付事業や学生生活調査などの学生支援事業を総合的に実施する機関とされている。業務は、内外学生への日常業務としての支援の他、機構独自の講演会や育英友の会との留学生・奨学生地域交流集会共催などがある。
旧日本育英会時代からの積年の課題となっているのが、奨学金の返還滞納問題である。民間金融機関などと違い無担保であること、学生本人が債務者であることや奨学生採用決定時に将来の弁済能力は考慮に入れていない。2000年代に入り、奨学金予算は急激な予算拡大をしており、予算の膨張を背景にした安易な貸し付けが横行している側面も指摘されている。そのため、毎年、予算の縮小が求められている。
平成26年度（2014年度）奨学金の返還者に関する属性調査結果において、「だれに奨学金の申請を勧められたか」との質問に対し、「本人または親が主体的に申請した者に比べて、学校の先生等の勧めにより申請をした者が延滞となる傾向があることがうかがえる。」との調査結果が出た ことからも高等学校における進路指導の在り方が問われている。

## 奨学金事業

### 国内

#### 奨学金（給付型）
2017年度に先行実施され、2018年度に細部を先行実施時から変更の上で実施された制度の目的は、経済的理由により進学が困難な状況にある世帯の優れた生徒に対して、大学等への進学を後押しすることとされていた。この制度においては、進学先大学等の設置者（国公立、私立）・通学形態（自宅通学、自宅外通学）により給付金額が異なるが、最大で月4万円が給付される。通信制においては、面接授業を受講する年度において年額5万円の給付が受けられる他、最終学年かつ通年スクーリングが行われる場合に限り最大で月4万円が給付される。また、児童養護施設の入所者等においては、別に進学時に一時金として24万円が給付される。
2020年度に実施される制度は、対象機関として文部科学省等が指定する確認大学等に入学する者が対象である。経済的理由で進学をあきらめないように給付奨学金の対象者が広げられており、住民税非課税世帯及びそれに準ずる世帯の学生を対象としている。この制度においては、世帯の所得金額・進学先大学等の設置者（国公立、私立）・通学形態（自宅通学、自宅外通学）により給付金額が異なるが、最大で月75800円が給付される他、給付を受けている学生は授業料・入学金も免除又は減額される。通信制においては、世帯の所得金額にもとづいた区分により給付金額が異なり、最大で年額51000円の給付が受けられる。従前の通信制における給付制度と異なり、履修の形態は給付金額に影響を与えない。給付奨学金と第一種奨学金を併せて利用する場合は、第一種奨学金の貸与月額が制限される。

#### 第一種奨学金（無利息）
専修学校（専門課程）、高等専門学校、短期大学、大学、大学院に在学する学生を対象とし、無利息で一定額を貸し付ける。本人の成績及び経済状況により選考される。
放送大学の全科履修生など大学等の通信教育課程に在籍する学生も、スクーリング（面接授業）に出席するなどの要件を満たすことで対象となる。また、学種により、学年や通学形態等で貸与金額が異なる。主に5科目の評定平均値が3・5以上の者。
大学院在学中に特に優れた業績を挙げた者を対象に、貸与期間終了時に大学院在学中の奨学金の全部または一部の返還が免除する制度がある。

#### 第二種奨学金（利息付）
専修学校（専門課程）、高等専門学校（4・5年生）、短期大学、大学、大学院に在学する学生を対象とし、利息付で一定額を貸し付ける。
こちらは奨学金と名がつくものの、実質的には「学生ローン」であり、卒業直後から数百万円の借金を背負うこととなる。返還不能に至る利用者も多く社会問題化している（下記参照）。放送大学の全科履修生など大学等の通信教育課程に在籍する学生も、スクーリング（面接授業）に出席するなどの要件を満たすことで対象となる。本人の成績及び経済状況により選考されるが、第一種の選考基準よりも緩やかな基準で選考される。また学種により、学年や通学形態等で貸与金額が異なる。主に評定平均値が3・0から3・4以下の者。
利率の選択
2007年度以前は奨学金に関わる利率について「利率固定方式」（市場金利の上下にかかわらず一定）のみが採用されていたが、2007年以降の採用分より、従来の「利率固定方式」に加えて「利率見直し方式」（返還期間中、概ね5年以内に利率見直しがなされる）も採用され、貸与者が自由に選択可能となった。尚、いずれの場合も利率上限は年3%であり、在学中は無利息である。

### 海外

#### 第二種奨学金（海外）
国内の学校を卒業した後に、海外の大学へ留学する者を対象とし、利息付で一定額を貸し付ける。進学前に採用の申し込みを行う予約採用であり、
家計の経済状況により選考される。

#### 第二種奨学金（短期留学）
国内の大学在学中に、海外の大学へ短期的に留学する者を対象とし、利息付で一定額を貸し付ける。留学前に採用の申し込みを行う予約採用であり、家計の経済状況により選考される。

### 奨学金事業の問題点
奨学金事業に対しては様々な問題点が指摘されている。以下に主たる問題点を列挙する。なお、給付型奨学金が以下の批判を受けて創設されるなどしたため、一部現状にそぐわない記述が含まれる。

#### 採用・貸与・給与
日本学生支援機構が実施する奨学金事業は、第一種及び第二種のいずれとも「貸与型奨学金」であり、事実上の「教育ローン」に他ならず、返還義務を伴うため家計負担の軽減にならない との批判があったこともあり、返済不要の給付型奨学金も創設された。
貸与とすることで、借用したい学生が概ね奨学金を受けることができるようになったメリットは存在する。しかしながら、安易な貸付がなされた結果のデメリットとしては、無利子（第一種）の滞納者数・滞納額がほぼ横ばいである一方、有利子（第二種）の滞納者数・滞納額が大きく増加している点が指摘されている。
基本的には家計基準で選考する（第一種は成績の基準点がある）
基本的には家計基準で選考する。また、大学1年生が借用する場合、成績に関しては奨学金が実際に貸与されていない「高校在学時」のものだけが考慮されている。なお、評定平均値3.5以上は一律に第一種基準内とする方式で、基準内の数値の良し悪しは選考の対象とはならない。

#### 返還の滞納
卒業後に返還義務があるにもかかわらず、返還の滞納を行う者が後を絶たない。このことからも無駄な支出との指摘が避けられない。また、奨学金の原資には貸与者からの返済金が活用されていることもあり、滞納額の増加は奨学金事業そのものを崩壊させることになりかねない。2007年度末時点で奨学金滞納額は660億円に上っている。また、この問題では、未回収金のうち約130億円について、同機構側が貸出先住所について、卒業後半年間は奨学生と接触しないシステムを継続していることなど杜撰な管理をしていることにより、転居先を把握していなかったことが主因であることが、会計検査院の調査で判明している。
滞納者の個人情報を信用情報機関に登録
日本学生支援機構では滞納に歯止めを掛けるため、2010年4月より、61日以上滞納した利用者の個人情報（氏名、住所、勤務先、延滞額など）を信用情報機関である「全国銀行個人信用情報センター」に登録する。同センターの情報は、銀行・消費者金融・信販会社・保証会社など、金融機関が貸し出し審査等に利用しているため、延滞情報や代位弁済情報(機関保証制度利用者に限る)を登録された場合には、携帯電話端末の割賦契約、保証会社を利用する賃貸住宅の契約、公営住宅の入居、クレジットカードの作成や各種ローン契約が出来なくなり、すでにクレジットカードやキャッシングカード等を契約している場合は、持っているカードが利用停止、場合によっては強制解約になる恐れがある。
また多重債務者に対しては、強制執行の申し立て・連帯保証人・裁判所への申し立てなど、法的手段により回収を強化する。
原則として2009年度の貸与分（新規だけでなく継続の在学生も含む）から導入し、貸与希望者に予め情報提供の同意書を取り付け、同意しない者には貸与しない。また返還をしている卒業生には、順次郵送で同意書への同意を呼びかける。
延滞状況の改善ない大学名の公表へ
財務大臣の諮問機関である「財政等審議会」の財政投融資分科会は、各大学の回収取り組みを強化させるため、延滞状況の改善が進まない大学名を公表すると明らかにした。2009年度より実施する予定だった。これは、目前に控えた2018年問題に対処する必要があるからである。結局、2017年4月に公表された。

## 外国人留学生支援事業
- 日本留学試験
- 日本国際教育交流情報センター；ジャカルタ、ソウル、バンコク、クアラルンプールに設置され、日本留学希望者のために留学情報の提供及び留学相談等の業務を行っている。
- 奨学金；私費外国人留学生学習奨励費、短期留学推進制度（受入れ）奨学金などの奨学金制度を設けている。
- 国費留学生の受け入れに伴う日本語の事前教育施設（東京日本語教育センター、大阪日本語教育センター）の運営。
- 留学生宿舎の運営、建設費補助

## 学校学生生徒旅客運賃割引証の配布
日本学生支援機構は2004年度より、旅客鉄道株式会社が発行する学校学生生徒旅客運賃割引証の配布業務を行っている。

## 発足以前

### 日本育英会
日本育英会（にほんいくえいかい）は、1943年（昭和18年）10月18日、財団法人大日本育英会として発足した。前後して（10月21日）明治神宮外苑で学徒出陣の壮行会が行われている。翌1944年（昭和19年）4月20日大日本育英会と改称し、特殊法人となる。
創設にあたり昭和天皇から事業奨励のため100万円が下賜された。
大日本育英会は成績優秀だが貧しく修学が困難な学生に奨学金を貸与することを目的としていた。大蔵省主計局で同会の査定を担当したのが、のちに内閣総理大臣となった大平正芳である。
この目的は制度の変更はあったものの、1999年（平成11年）に「きぼう21プラン」が導入されるまで貫かれた。初期の大日本育英会の事業は、技術立国日本を支える技術者養成の観点から「理系の学部学生・大学院生」が奨学金対象になっていた。
1953年（昭和28年）8月13日、日本育英会に名称を変更する。
1984年（昭和59年）8月7日、日本育英会設置の根拠法日本育英会法が全面的に改正され、施行される。ただし、適用は同年4月1日からの法の遡及適用であった。この改正で無利子貸与の第一種奨学金と有利子貸与の第二種奨学金に分かれることになる（従来は全て無利子貸与であった）。第二種奨学金導入により、従来より貸与される学生の範囲が幾分拡大した。
従来は、教職に就職し5年以上就業すると、奨学金の返済が免除される「教職返還免除制度」が有ったが、内閣総理大臣橋本龍太郎時に行った「行政改革」によって、この制度が廃止。
2000年（平成12年）4月1日、第二種奨学金を改定する形できぼう21プランが導入された。これにより事実上奨学金を希望すれば貸与を受けられるようになった。ただし、後年財政や債権管理の問題から、制度は幾分縮小された。
名称の変更はあるものの、第一種奨学金と第二種奨学金の制度は、日本学生支援機構の奨学金に受け継がれている。
2007年（平成19年）4月1日以降の新入生は、第二種奨学金につき、「5年ごとの利息変動型」も選択できる。下の制度は変わらずあるのに、外国人留学生に対する過剰な優遇でないかという意見がある。

### 財団法人日本国際教育協会
財団法人日本国際教育協会（ざいだんほうじんにほんこくさいきょういくきょうかい）は民法に基づく財団法人であった。
協会の歴史は、1957年の駒場留学生会館設立に始まる。当初は国費留学生への支援のみであったが、1970年代に入ると、私費留学生も支援対象となる。
1980年代後半に入ると、中曽根内閣の「留学生10万人計画」を受けて、外国人留学生の受入れ促進にかかる各種事業を行うようになる。日本国際教育協会が行った事業には以下のようなものがあった。
- 私費外国人留学生学習奨励費の支給、外国人留学生への医療費補助、4つの留学生会館の管理運営等の生活面での援助
- 日本語能力試験、私費外国人留学生統一試験（2000年まで）、日本語教育能力検定試験、日本留学試験の実施
- 日本留学フェア、外国人学生のための進学説明会、留学生相談対応、学校情報・留学情報関連雑誌・書籍の発行
- 帰国外国人留学生短期研究制度、帰国外国人留学生研究指導、専門資料送付制度等のフォローアップ
- 短期留学推進制度、国際大学交流セミナー、留学生地域交流事業等、大学間交流の促進

### 財団法人内外学生センター
財団法人内外学生センター（ざいだんほうじんないがいがくせいせんたー）は1945年3月8日に設立された「動員学徒援護会」に始まる。文部大臣を会長とし、事務所も文部省内に置くという国策団体であったが、この時は任意団体であった。法人化するのは同年7月1日で、財団法人勤労学徒援護会と改称した。軍隊などに動員された学徒の業務上の災害救済と教養指導を主な事業とした。
1947年1月7日、財団法人学徒援護会と改称し、敗戦後の混乱から生活に困窮する学生・生徒に対する支援を主な事業とする。
1989年4月1日、留学生10万人計画を受けて留学生の生活支援と交流を事業目的に加え、財団法人内外学生センターと改称する。
主な事業には学生寮の運営、アルバイトのあっせん事業（日雇い・短期・中期）、奨学金申請の受付があった。全国10都市に学生相談所（時代、地域にもよるが、学生の間では「学相」「ガクト(学徒)」と略された）という名称でアルバイトのあっせん窓口が設けられていた。また主要大学構内にもアルバイト求人票が掲示されていた。募集職種は単発から中長期までさまざまで、チラシポスティングから店舗什器の移動、事務所移転、引越し補助からトラックドライバー同乗、模擬試験監督や家庭教師など、一般の日刊・週刊アルバイト情報誌では掲載更新頻度の都合で募集しづらい求人が主だった。
アルバイト求人に応募するためには、あらかじめ顔写真を貼った登録カードを作成し登録しておき、アルバイト紹介窓口に出向く必要があった。東京学生相談所の場合、アルバイトのあっせん窓口は男女別に分かれていて、男子学生は下落合に、女子学生は四谷にそれぞれ分かれていた。応募の手順は、アルバイトをしたい日の前日の昼１時までに求人票と対応する番号の応募箱に登録カードを入れ、求人票の発行を待つ。希望者が多数の場合には抽選が行われる。求人票が発行され次第、求人先へすぐ電話して翌日には就業できた。主に近隣の大学(特に早稲田大学の学生)や学業スケジュールの都合で中長期のアルバイトに就けない学生、2部学生でごった返していた。
内外学生センターで行っていた事業のうち、留学生の支援・交流事業は合併で当機構に継承されたが、アルバイトのあっせん事業は前述の財団法人日本国際教育協会で行っていた日本語能力試験などとともに財団法人日本国際教育支援協会に「学生アルバイト求人情報提供システム」として継承された。なお、同システムは2010年3月をもって終了。
現在、アルバイト紹介ウェブサイト「学生アルバイト情報ネットワーク(通称アイネス)」 が、旧内外学生センターの求人票に近い形で一部の大学において業務を委託されアルバイト紹介を行っているが、内外学生センター、日本国際教育支援協会いずれにも関係はない。

### 財団法人国際学友会
財団法人国際学友会（ざいだんほうじんこくさいがくゆうかい）の歴史は、1935年に始まる。国際学友会は上記の3団体と違い外務省の所轄であった。
1934年、矢田部保吉駐タイ特命全権公使（のちに国際学友会専務理事）が、タイ人留学生の増加に対応するため受け入れ態勢の整備の必要性を主張。日華学会が管轄していた中国人留学生を除く留学生に関する事業のため、1935年国際学友会が設立され、初期にはタイ人を始め、インド、フィリピン、アフガニスタン、オランダ領東インド、コロンビア、メキシコ等からの留学生が国際学友会館に入館した。
1942年以降国際学友会は東南アジアからの留学生を対象にした事業を中心に行っていた。1943年には内閣情報局と大東亜省に管轄が移るが、1945年、敗戦とともに再び外務省が所管となる。
1958年、国際学友会日本語学校を設立し、学校教育法に基づく各種学校となる。1979年、外務省から文部省に所管が移る。

### 財団法人関西国際学友会
財団法人関西国際学友会（ざいだんほうじんかんさいこくさいがくゆうかい）は1956年に設立された財団法人であった。国際学友会とは別組織だが、設立時の所管は外務省であった。
1970年には学校教育法に基づく各種学校関西国際学友会日本語学校を設立している。
1979年、外務省から文部省に所管が移行する。